# Australia II
Die Australia II ist eine australische 12mR-Regattayacht, die unter dem Kommando von Skipper John Bertrand als erster erfolgreicher Herausforderer (challenger) im America’s Cup die US-Amerikaner nach 132 Jahren schlagen konnte und den Cup (Auld mug) für Australien gewann.

## Konstruktionsmerkmale

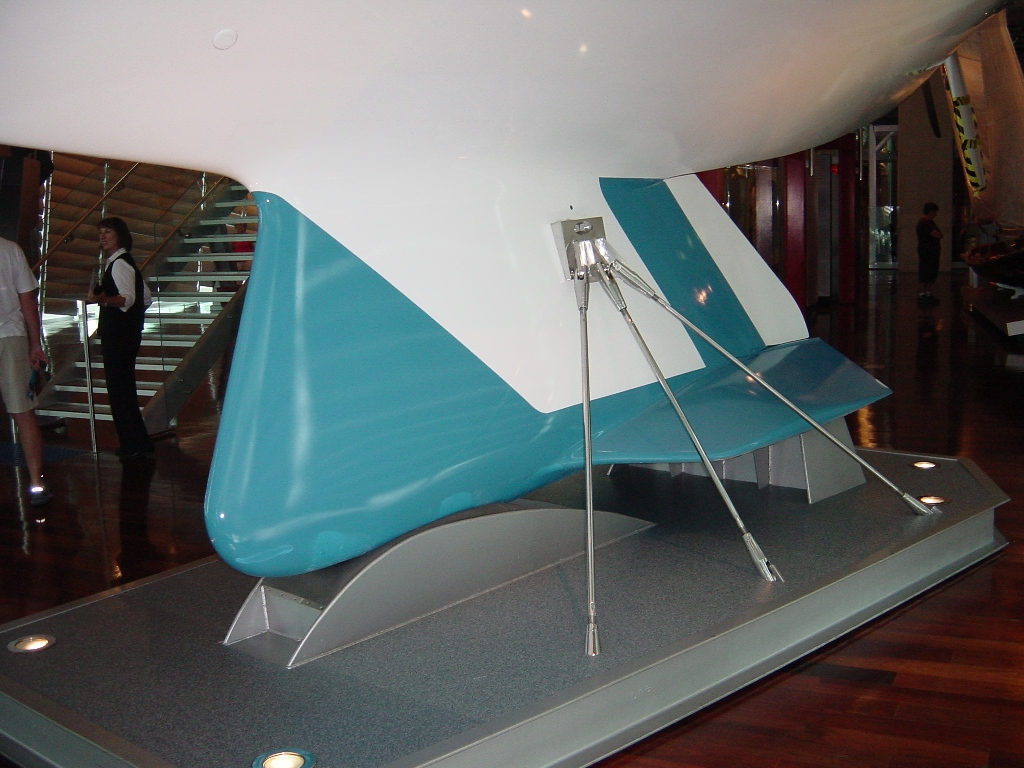
Flügelkiel der Yacht Australia II

Die Herausfordereryacht Australia II im 25. America’s Cup wurde vom australischen Yachtkonstrukteur Ben Lexcen entworfen und auf der Bootswerft von Stephan Ward in Perth aus Aluminium gebaut. Die Yacht gehörte dem australischen Konsortium America’s Cup Challenge 1983 unter der Führung von Alan Bond, einem australischen Geschäftsmann. Steuermann und Skipper der Australia II war der australische Bronzemedaillengewinner im Finn-Dinghy von 1976, John Bertrand.
Das herausragende Konstruktionsmerkmal der Australia II war ein innovativer Flügelkiel (winged keel), der auf Yachten dieser Größe bislang nicht eingesetzt worden war. Diese Designidee, die Ben Lexcen mit Hilfe von Schlepptankversuchen in den Niederlanden optimiert hatte, verhalf der Yacht zu beeindruckenden Segeleigenschaften. Sie war sehr schnell am Wind und ihre Manövriereigenschaften waren exzellent, da sie schneller wenden und drehen konnte als die traditionellen Langkieler. Das Design des Kiels löste eine Kontroverse über die Zulässigkeit aus. Die Verantwortlichen des ausrichtenden New York Yacht Clubs (NYYC) kritisierten insbesondere die Hilfen aus den Niederlanden bei der Entwicklung des optimalen Kielprofils, obwohl der NYYC vorher sein Einverständnis zu den Schlepptankversuchen in Wageningen gegeben hatte.
Ben Lexcen verbrachte zu Beginn des Jahres 1981 vier Monate in Holland, um mit den niederländischen Ingenieuren Peter van Oossanen und Joop W. Sloff ausgiebige Schlepptankversuche durchzuführen. Nach über 400 Tests mit vielen hundert Stunden von Simulationen hatten sie ein Rumpfprofil gefunden, das deutlich schneller war als ein konventioneller 12-Meter-Rumpf. Ben Lexcen hatte ein Design mit einer geringen Wasserverdrängung und einer sehr kurzen Wasserlinie entwickelt.
Bis zum Beginn der Regattaserie um dem America’s Cup blieb unklar, ob das neue Kieldesign mit den strengen Regeln der 12-Meter-Klasse vereinbar war. Der Flügelkiel wurde schließlich als legal eingestuft, zumal die Australia II nicht das erste Boot mit einem solchen Kiel war. Der große Erfolg im America’s Cup verhalf dem Flügelkiel weltweit zu einer großen Popularität. So startete Dennis Conner bei der Rückeroberung des Cups vor Fremantle im Jahr 1987 ebenfalls mit einem Flügelkiel.
Die zweite australische Kampagne America’s Cup Challenge 1983 beruhte nicht nur auf der revolutionären neuen Flügelkiel-Technologie, sondern man nutzte auch eine neue Segeltechnologie mit laminierten Kevlar/Mylar-Segeln im Zusammenspiel der Firmen North-Sails, Hood und Sobstad Australien mit dem Segelmacher Tom Schnackenberg aus Neuseeland, der später im Jahr 2000 für seine Verdienste um die Segelentwicklung als Ehrenmitglied in die America’s Cup Hall of Fame aufgenommen wurde. Schnackenberg entwarf 40 Genuas, 10 Großsegel und 50 Spinnaker, die den US-amerikanischen Segeln nicht nur ebenbürtig, sondern zum Teil auch überlegen waren. Weiterhin sorgte der Skipper John Bertrand dafür, dass seine Crew nicht nur physisch auf höchstem Niveau agierte, sondern auch psychisch in der Lage war, dem enormen Druck einer derart emotionalen Regatta standhalten zu können. John Bertrand suchte sich die besten Segler Australiens aus: olympische Medaillengewinner und Teilnehmer an früheren America’s Cup Herausforderungen. Diese Mischung machte es für Australia II möglich, in der Vorbereitungssaison 1983 mit 48 Siegen bei 55 Starts sehr erfolgreich abzuschneiden.

## 25. America’s Cup 1983
Australia II startete unter dem Stander des Royal Perth Yacht Club für Australien unter der Segelnummer KA 6 als Herausforderer (challenger) unter dem Kommando von John Bertrand.
Die Verteidigeryacht (defender) war die 12mR-Yacht Liberty (US 40) unter dem Stander des New York Yacht Club mit dem sehr erfahrenen Skipper und olympischen Bronzemedaillengewinner Dennis Conner. Die Amerikaner verteidigten seit 132 Jahren erfolgreich und ohne Beispiel in der Sportgeschichte den America’s Cup.
Die Regatta war vom veranstaltenden NYYC auf sieben Wettfahrten in den Gewässern vor Newport (Rhode Island) ausgelegt worden. Wer zuerst vier Wettfahrten gewonnen hatte, war der Sieger. Die Regattaserie bekam durch die Medien eine landesweite Bedeutung, trotz der Randsportart Segeln, wobei der Herausforderer leichte Vorteile bei der Presse und der Öffentlichkeit hatte. Man spürte, dass möglicherweise eine Sensation bevorstand. Nach einem schnellen Anfangserfolg der Liberty mit wechselnden Führungen konnte Bertrand mit der Australia II schließlich im entscheidenden sechsten Rennen mit einem Vorsprung von 1 Minute und 21 Sekunden zum Stand von 3:3 ausgleichen.
Die US-Amerikaner merkten, dass ihre Siegesserie nach 132 Jahren reißen könnte. Die großen Zeitungen berichteten über den America’s Cup auf den ersten Seiten und nannten die Regatta „The Race of the Century“ (Das Rennen des Jahrhunderts). Noch nie hatte es bislang in der Geschichte des America’s Cup sechs oder auch sieben Wettfahrten zur Ermittlung des Siegers gegeben. Im letzten Rennen konnte dann John Bertrand mit seiner jungen Mannschaft den Amerikaner Dennis Conner mit Liberty nach einem harten Kampf mit 47 Wenden um 41 Sekunden schlagen.
Bei der Übergabe des Pokals gab es eine Verzögerung, denn Handwerker mussten die im Clubgebäude des New York Yacht Club festgeschraubte Trophäe erst von ihrem Podest abschrauben.
Der erstmalige Gewinn des America’s Cup war für Australien ein bahnbrechender Erfolg und Australia II wurde von der American Broadcasting Company (ABC) in der US-Fernsehserie „Wide World of Sports“ zum Athleten des Jahres 1983 ernannt.

## Auswirkungen auf die Populärkultur

Das Boxing kangaroo

Das boxende Känguru Boxing kangaroo war das offizielle Maskottchen der erfolgreichen Americas Cup challenge 1983 von Alan Bond und seinem Australia-II-Team. Der Gewinn des Pokals verursachte sehr viel Enthusiasmus in Australien, der Song Down Under (synonym für Australien) der Band Men at Work wurde zur offiziellen Hymne der Mannschaft der Australia II.
In dem Spielfilm „Wind“, in dem es um die Wettkämpfe um den America’s Cup geht, wird Australia II als Boomerang dargestellt.

## Spätere Verwendung
1986 wurde Australia II als Sparringpartner im Rahmen der America’s Cup Verteidigungskampagne für 1987 genutzt. Dennis Conner konnte den 26. America’s Cup gewinnen und den Pokal zurück in die USA holen.
Danach wurde Australia II im Australian National Maritime Museum in Sydney ausgestellt. Zu den Feierlichkeiten anlässlich des 150-jährigen Jubiläums des America’s Cup im Jahr 2001 verließ Australia II das Museum und wurde zur Isle of Wight im Ärmelkanal per Schiffsdecklast transportiert, um dort mit der siegreichen Mannschaft aus dem Jahr 1983 mehrere Tage aktiv an Erinnerungsregatten teilzunehmen. Die Yacht erreicht den zweiten Platz in der 12-Meter-Klasse im historischen Rennen rund um die Isle of Wight („Round the Island Race“). Der Australia II wurde die Ehre zuteil, als die Yacht benannt zu werden, die den größten Erfolg dem Segelsport gebracht habe durch ihre Teilnahme an der „America’s Cup Jubilee Regatta“. Danach kehrte die Yacht zurück nach Fremantle, Western Australia, wo sie ständig im Western Australian Maritime Museum als prominentes Ausstellungsstück gezeigt wird.

## Auszeichnungen
Die italienische Sportzeitung Gazzetta dello Sport wählte die Australia II 1983 zur „Weltmannschaft des Jahres“.